# فيكتور إلم
فيكتور إلم (بالسويدية: Viktor Elm) مواليد 13 نوفمبر 1985 في كالمار، هو لاعب كرة قدم سويدي يلعب مع نادي كالمار كلاعب وسط.

## المسيرة الاحترافية

### أندية لعب لها
- نادي كالمار
- نادي هيرنفين الرياضي
- إي زد ألكمار

## روابط خارجية
- فيكتور إلم على موقع الاتحاد الدولي (مؤرشف)  (الإنجليزية)
- فيكتور إلم على موقع الاتحاد الأوربي (الإنجليزية)
- فيكتور إلم على موقع اتحاد السويد (السويدية)
- فيكتور إلم على موقع قاعدة بيانات كرة القدم.إي يو (الإنجليزية)
- فيكتور إلم على موقع ناشيونال فوتبول تيمز (الإنجليزية)
- فيكتور إلم على موقع Soccerway.com (الإنجليزية)
- فيكتور إلم على موقع عالم كرة القدم.نت (الإنجليزية)
- فيكتور إلم على موقع AS.com (الإسبانية)